# Микоян, Нами Артемьевна
На́ми Арте́мьевна Микоя́н (в девичестве — Геу́ркова; 21 ноября 1928, Тбилиси) — историк-музыковед, журналист, автор многих публикаций, автор книги воспоминаний «Своими глазами».

## Биография
Отец — Артём Геурков. Мать — Ксения Приклонская.
Имя Нами придумал её отец, работавший в НАМИ (Научном автомобильном и автомоторном институте).
Нами Артемьевна училась до 5 класса в г. Тбилиси. В 1937 году её отец покончил с собой и с 1939 г. Нами взяла на воспитание сестра отца Нина, которая с мужем жила в Ереване (Армения). Дядя — Григорий Арутинов (Арутюнян) с конца 1937 года по 1953 год был первым секретарем ЦК КП Армении. Нами училась в музыкальной школе при консерватории.
В 1946 году поступила в Ереванскую консерваторию, которую окончила в 1951 году по двум факультетам: факультету фортепиано и, с отличием, по музыковедческому факультету.
Во время Великой Отечественной войны, учась в школе, участвовала в помощи госпиталям. За что, после окончания войны, получила медаль «За доблестный труд в Великой Отечественной войне 1941-1945».
В 1950 году вышла замуж за Алексея Анастасовича Микояна и переехала в Москву.
С 1957 по 1960 год училась в аспирантуре Института истории искусств Академии наук СССР по специальности «История музыки».
В 1951 году у Нами родился сын Анастас (Стас Намин), в 1954 году — дочь Нина.
Нами Артемьевна работала в Комитете по Ленинским премиям референтом по музыке. С 1961 г. работала старшим редактором в журнале «Советская музыка». После развода с мужем (затем вышла замуж за заместителя министра культуры Кухарского), в 1965 г. стала работать собкором Армянского телеграфного агентства в Москве. В 1965 году стала членом Союза журналистов.
В 1973 г. стала работать экспертом по музыке во Всесоюзном агентстве по авторским правам.
Работала редактором отдела классической музыки в журнале «Стас».
В 1989 г. как член правления принимала участие в работе Международного фонда Мира.
В 1991 г. получила «Медаль за укрепление мира», а в 1992 г. получила «Золотую медаль фонда Мира».
В настоящее время участвует в работе детской комиссии Фонда Мира (Международная Ассоциация Фондов Мира).
В 1998 г. в издательстве «Терра» была выпущена её книга воспоминаний «С любовью и печалью».
В 2000 году был издан составленный Нами Артемьевной сборник воспоминаний «Григорий Арутюнян: жизнь и деятельность», посвящённый её дяде, Григорию Арутюняну.
Дополненное и расширенное издание книги «С любовью и печалью» вышло под названием «Своими глазами» (издательство «Вагриус») в 2003 году.
В 2011 году вышло 3-е издание со множеством фотографий в издательстве «Городец».
В 2018 году вышло четвёртое издание книги «Своими глазами. С любовью и печалью…». Издание дополнено новыми фактами и размышлениями, в издание включены около пятисот уникальных фотографий, которые являются историей жизни автора и её семьи.

## Награды
- Медаль «За доблестный труд в Великой Отечественной войне 1941—1945 гг.»
- Медаль за укрепление мира
- Золотая медаль Фонда мира
- Юбилейные медали победы в ВОВ